# Estero Reñaca
Estero Reñaca är ett vattendrag i Chile.   Det ligger i regionen Región de Valparaíso, i den södra delen av landet, 100 km nordväst om huvudstaden Santiago de Chile.
Runt Estero Reñaca är det i huvudsak tätbebyggt. Runt Estero Reñaca är det ganska tätbefolkat, med 239 invånare per kvadratkilometer.